# اچ‌ام‌اس شروزبری (۱۷۵۸)
اچ‌ام‌اس شروزبری (۱۷۵۸) (به انگلیسی: HMS Shrewsbury (1758)) یک کشتی بود که طول آن ۱۶۵ فوت ۶ اینچ (۵۰٫۴۴ متر) بود. این کشتی در سال ۱۷۵۸ ساخته شد.